# The Pretender (serie de televisión)
The Pretender o El Camaleón (como se le conoce en Latinoamérica) es una serie de televisión estadounidense que fue transmitida por la NBC durante cuatro temporadas desde 1996 hasta 2000. Posterior a su cancelación, fueron estrenadas dos películas para la televisión que dieron continuidad a la serie. Según muestran los creadores Steven Long Mitchell y Craig Van Sickle, el personaje de Jarod fue inspirado en el impostor serialFerdinand Waldo Demara.

## Trama
Jarod (Michael T. Weiss) es un niño prodigio que fue secuestrado a una edad joven y criado en un bunker (think tank) llamado El Centro, con sede en la ciudad ficticia de Blue Cove, Delaware. Jarod fue entrenado en El Centro y se le capacitó para ser un "Pretender", alguien que pueda integrarse en cualquier ámbito de la vida, pudiendo asimilar y desempeñar cualquier trabajo u oficio que desee de manera perfecta e increíblemente asombrosa. El tutor de Jarod en El Centro es Sidney (Patrick Bauchau), un psicólogo que lo entrenó a través de simulaciones que desafiaron su intelecto. Cuando Jarod descubrió que El Centro lo estaba entrenando para propósitos nefastos, escapó. Desde ese momento, Jarod está tratando de limpiar su conciencia, pero El Centro no está nunca muy lejos de él.
La señorita Parker (Andrea Parker), Sidney y Broots (Jon Gries), conforman, en El Centro, el equipo encargado de recuperar a Jarod. Aunque Parker, Bauchau y Gries fueron constantes presencias en toda la serie, otros actores, entre ellos James Denton, Richard Marcus y Harve Presnell tienen papeles recurrentes como los ejecutivos del Centro. Andrea Parker también desempeña a la señora Catherine Parker (la madre de la señorita Parker), en escenas en flashback, y Patrick Bauchau desempeña a Sidney hermano gemelo de Jacob.

## Elenco
Este cuadro representa la aparición de los principales actores en toda serie The Pretender. En esta tabla está representado el número de episodios en que apareció dicho actor, y apariciones en las películas The Pretender 2001 y The Pretender: Island of the Haunted.
| Persoonaje           | Interpretado por  | # de episodios | 2001 | Island of the Haunted |
| -------------------- | ----------------- | -------------- | ---- | --------------------- |
| Jarod                | Michael T. Weiss  | 86             | Sí   | Sí                    |
| Srta. Parker         | Andrea Parker     | 86             | Sí   | Sí                    |
| Sydney               | Patrick Bauchau   | 86             | Sí   | Sí                    |
| Broots               | Jon Gries         | 85             | Sí   | Sí                    |
| Joven Jarod (Gemini) | Ryan Merriman     | 48             | No   | No                    |
| Dr. William Raines   | Richard Marcus    | 45             | Sí   | Sí                    |
| Sr. Lyle             | James Denton      | 36             | Sí   | Sí                    |
| Sr. Parker           | Harve Presnell    | 31             | Sí   | Sí                    |
| Sam el Sweeper       | Sam Ayers         | 31             | No   | No                    |
| Angelo               | Paul Dillon       | 23             | Sí   | Sí                    |
| Brigitte Parker      | Pamela Gidley     | 17             | No   | No                    |
| Willie Sweeper       | Willie Gault      | 14             | No   | No                    |
| Joven Srta. Parker   | Ashley Peldon     | 12             | No   | No                    |
| Magaret              | Kim Myers         | 10             | No   | Sí                    |
| Thomas Gates         | Jason Brooks      | 8              | No   | No                    |
| Sr. Cox              | Lenny Von Dohlen  | 5              | No   | No                    |
| Joven Angelo/Timmy   | Jake Lloyd        | 5              | No   | No                    |
| (Major) Charles      | George Lazenby    | 4              | No   | No                    |
| Ethan Clausen/Mirage | Tyler Christopher | 2              | Sí   | No                    |

## Personajes
- Jarod: personaje principal de la serie, fue secuestrado de sus padres en su infancia por una organización secreta llamada "El Centro". Está dotado de inteligencia supranormal (esto es un "pretender"), que pueden llegar a ser el que él quiere. Pero a causa de su confinamiento, no sabe las cosas simples de la vida (como el helado). Escapó del "Centro" en 1996 después de 33 años de prisión en dicha institución.
- Sra. Parker: la hija del Sr. Parker, director del "Centro". Su primer nombre sigue siendo desconocido. Es asignada por del "Centro" para encontrar Jarod, con la ayuda de Sydney y Broots. Es el único amigo de la infancia de Jarod y es su único amigo. Continúa la búsqueda de Jarod que su padre dejó a su cargo y, por tanto, recuperar su libertad. Es, como Jarod, en busca de su madre, pero da por muertos en extrañas circunstancias.
- Sidney: psicólogo, se ha ocupado Jarod desde que era un niño. Él es el único contacto, junto con Miss Parker y Angelo, que Jarod ha mantenido el "Centro". Para Jarod Representa una especie de presencia paterna. Y, contrariamente a lo que mucha gente cree su apellido es desconocido, esto no es "Green"
- Broots: computadora, trabajó con Miss Parker para encontrar Jarod. No tiene nada que ver con malas intenciones del "Centro" y uno se pregunta cómo llegóa trabajar allí. Quedó muy impresionado por Miss Parker que lo maltrata; parece ser la única persona normal en el "Centro".
- Raines: el hombre en la botella. Este es el número dos del "Centro", y más cruel de todos, odiado por el equipo de Miss Parker. Descubrimos en la última película de televisión, "Lair of Devil", él es el padre biológico de Miss Parker.
- Angelo es un hombre que se convirtió en "loco" porque el "Centro", su capacidad para comunicarse con el resto del mundo se han inhibido, pero que mantiene estrechos lazos con Miss Parker y Jarod. Es capaz de interpretar los dibujos y ofrecer un camino hacia el futuro,andsent miseria por venir. Se trata de un enphático.
- Mr. Parker: el padre de Miss Parker, el director del "Centro".
- Lyle hermano gemelo (oculto) Miss Parker, cortar el dedo pulgar en la Yakusas tras un acuerdo con ellos, también se trabaja para "Centro". Se trata de un caníbal, que come sobre todo los jóvenes asiáticos.
- Brigitte: la esposa del Sr Parker en la que presentará un niño, pero solo después de la muerte. Détesta que Miss Parker sigue siendo el sentido de que procederá a su entrega. Esto traerá más cerca.
- Major Charles: padre de Jarod, un exmiembro de la unidad militar del "Círculo de Fuego" (Donoterase I & II). Él es el que consigue encontrar la hermana de Jarod, Emily (Inner Sense). Él se separó de su esposa y su hija hace mucho tiempo y ahora es, como Jarod, en su investigación.
- Ethan: medio hermano Jarod y Miss Parker. Dotados hombre joven, él tiene el don de "camaleón" Jarod, y el Inner Sense mujeres Parker. Es nacido de inseminación artificial de esperma de los principales Charles se había situado en Catherine Parker para poner el mundo en un "super camaleón", un ser dotado de la capacidad intelectual de su Jarod y 6 ((e)) significado (la capacidad de oír voces que guía en su vida). Planteadas por Raines, que mató a C. Parker, justo después del nacimiento del hijo, es manipulado como Jarod, hasta el punto de casi convertirse en un asesino. Raines había ordenado la orquestación de una bomba (con la ayuda de un metro tren), pero este plan fue frustrado por la intervención de Jarod. La serie termina en la escena de la explosión, que ocurrió pocos segundos después de la ruptura Jarod, Ethan y Miss Parker fuera del coche .. En la primera película de televisión, nos enteramos de que él sobrevivió, pero finalmente desaparece. Nadie sabe donde está ahora.

## Episodios
| Temporada | Temporada | Episodios | Fecha de radiodifusión   | Fecha de radiodifusión  | Red |
| Temporada | Temporada | Episodios | Primer episodio          | Último episodio         | Red |
| --------- | --------- | --------- | ------------------------ | ----------------------- | --- |
|           | 1         | 22        | 17 de septiembre de 1996 | 17 de mayo de 1997      | NBC |
|           | 2         | 22        | 1 de noviembre de 1997   | 16 de mayo de 1998      | NBC |
|           | 3         | 22        | 17 de octubre de 1998    | 22 de mayo de 1999      | NBC |
|           | 4         | 20        | 25 de septiembre de 1999 | 13 de mayo de 2000      | NBC |
|           | Películas | 2         | 22 de enero de 2001      | 10 de diciembre de 2001 | TNT |

### Primera temporada (1996-1997)
1. El gato y el ratón (piloto)
2. Cada cuadro tiene su historia (Every picture tells a story)
3. Piloto de caza (Flyer)
4. Los juegos están hechos (Curious Jarod)
5. El péndulo de cartón (The paper clock)
6. Servir y proteger (To serve and protect)
7. Un virus entre nosotros (A virus among us)
8. La primera Navidad Jarod (Not even a mouse)
9. Caída libre (Mirage)
10. Pregunta valor (The better part of valor)
11. Equipo de remoción de minas (Potato head blues)
12. Jueves (Prison story)
13. El ejército de cobardes (Bazooka Jarod)
14. El descubrimiento (Ranger Jarod)
15. Índice escuchar (Jeraldo!)
16. El hermano gemelo (Under the reds)
17. La clave (Keys)
18. La gran buceo (Unhappy landings)
19. La búsqueda del pasado (Jarod's honor)
20. SL-27 (Babylove)
21. Reencuentro Familiar [1 / 2] (The Dragon House [1 / 2])
22. Reencuentro Familiar [2 / 2] (The Dragon House [2 / 2])

### Segunda temporada (1997-1998)
1. Nuevo don (Back from the dead again)
2. El padre e hijo (Scott free)
3. En la cuerda floja (Over the edge)
4. El promotor (Exposed)
5. La belleza oculta (Nip and tuck)
6. Intercambio (Past sim)
7. Golpe doble (Collateral damage)
8. El peso del pasado (Hazards)
9. Efectos Especiales (F.X.)
10. Carrera contra la muerte (Indy show)
11. Gigolo (Gigolo Jarod)
12. Regalo sorpresa (Toy surprise)
13. Artista del Trabajo (A stand up guy)
14. Memoria perdida (Amnesia)
15. La prueba de bala (Bulletproof)
16. El espejo recomponen (Silence)
17. El accidente (Crash)
18. Secuestro (Stolen)
19. Un regalo del cielo (Red Rock Jarod)
20. Mentiras (Bank)
21. Patrimonio genético # [1 / 2] (Bloodlines [1 / 2])
22. Patrimonio genético # [2 / 2] (Bloodlines [2 / 2])

### Tercera temporada (1998-1999)
1. Los trastornos mentales (Crazy)
2. El círculo (Hope and prey)
3. Las lágrimas de un padre (Once in a blue moon)
4. Una persona digna de confianza (Someone to trust)
5. Traición (Betrayal)
6. La promesa (Parole)
7. Guardar mi hijo! (Homefront)
8. Vengeance (Flesh and blood)
9. Perfect Murder (Murder 101)
10. Lee (Chasseur de têtes)
11. El asesino (Assassin)
12. La clave para el pasado (Unsinkable)
13. Asuntos de la Familia (Pool)
14. A la hora de nuestra muerte (At the hour of our death)
15. En la cuenta regresiva (Countdown)
16. Potencias en el poder (PTB)
17. Los bonos de corazón (Ties that bind)
18. Piezas que faltan (Wake Up)
19. Error ... (End game)
20. Proyecto Alpha (Qallupiluit)
21. Donotérase [1 / 2] (Donoterase [1 / 2])
22. Donotérase [2 / 2] (Donoterase [2 / 2])

### Cuarta temporada (1999-2000)
1. El mundo está cambiando (The World's Changing)
2. Sobrevivir  (Survival)
3. El Vuelo del Ángel (Angel's Flight)
4. Extraño comportamiento (Risque Business)
5. El equipo salvaje (Road Trip)
6. Escalofríos (extreme)
7. Alibi (Wild Child)
8. El Negociador (Rules of Engagement)
9. Los enfrentamientos  (Til Death Do Us Part)
10. Simulaciones (Spin Doctor)
11. Intrigas en Las Vegas (Cold Dick)
12. Línea de la vida (Lifeline)
13. Los fantasmas del pasado (Ghosts from the Past)
14. ¿Cuál es la Luz? (The Agent of Year Zero)
15. La falta de Estado (Junk)
16. Proyecto espejismo (School Daze)
17. Desglose  (Meltdown)
18. Secretos caen en el extranjero (Corn Man)
19. Instinto natural [1 / 2] (The Inner Sense [1 / 2])
20. Instinto natural [2 / 2] (The Inner Sense [2 / 2])